# Fight of the Century
Der Fight of the Century (engl. für ‚Kampf des Jahrhunderts‘) war ein historischer Boxkampf zwischen dem amtierenden Schwergewichtsweltmeister Joe Frazier und dem Ex-Weltmeister Muhammad Ali. Frazier gewann das Duell der beiden bis dahin ungeschlagenen Boxer einstimmig nach Punkten. Der Kampf fand am 8. März 1971 im New Yorker Madison Square Garden statt und bildete den Auftakt einer langjährigen Rivalität, in deren Verlauf sich beide Kontrahenten zwei weitere Male im Ring gegenüberstehen sollten. Das dritte Aufeinandertreffen ging als Thrilla in Manila ebenfalls in die Boxgeschichte ein.

## Hintergrund

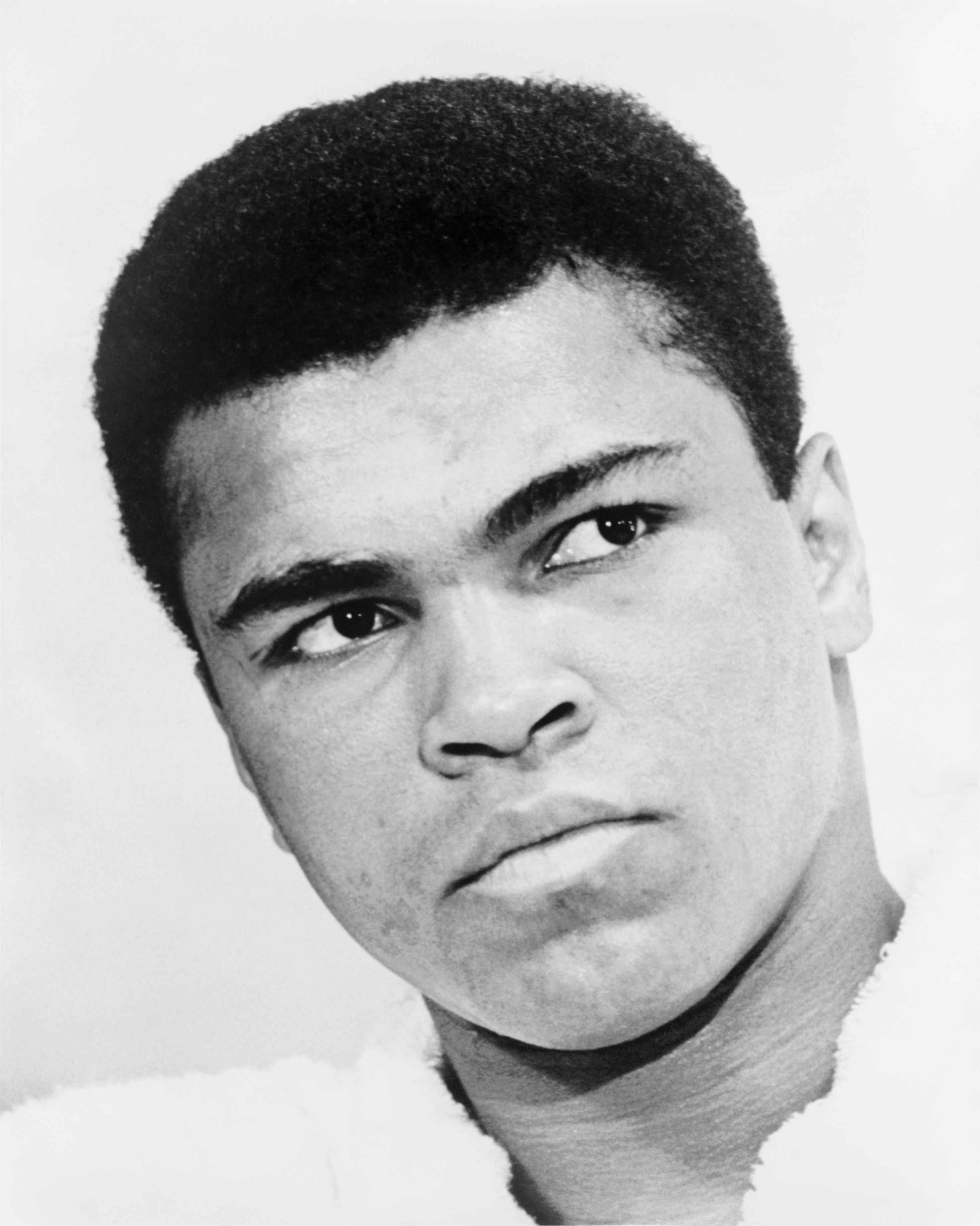
Ali (1967)

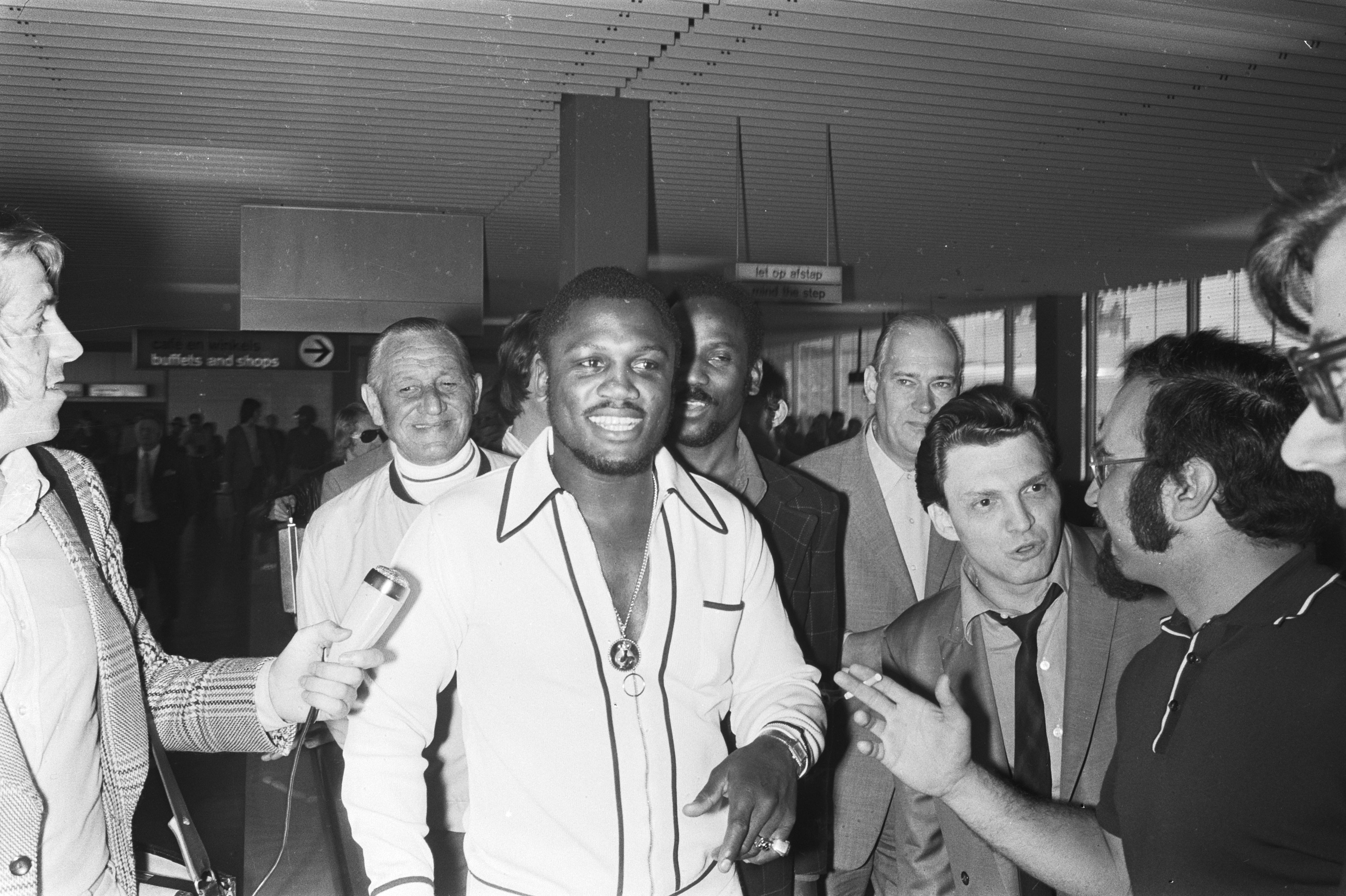
Joe Frazier (1971)

Nachdem die beiden großen Boxverbände National Boxing Association (NBA) und New York State Athletic Commission (NYSAC) fast 30 Jahre lang einen gemeinsamen Weltmeistertitel im Schwergewicht vergeben hatten, löste sich diese Verbindung 1967 auf. Der bis dato uneingeschränkte Titelträger Muhammad Ali, in 28 Kämpfen unbesiegt, führte fortan den Gürtel des NBA-Nachfolgers World Boxing Association fort, der somit inoffiziell als „wahrer“ WM-Titel galt. Im März 1968 wechselte der WBA-Titel an Jimmy Ellis, nachdem Ali aufgrund seiner Wehrdienstverweigerung die Boxlizenz entzogen worden war. Parallel dazu wurde erstmals seit 1938 der Weltmeistertitel der NYSAC vergeben, den sich Joe Frazier gegen Buster Mathis im Duell zweier ungeschlagener Boxer sicherte. Im Februar 1970 trafen schließlich beide Weltmeister im Rahmen der Titelvereinigung aufeinander, bei der sich schließlich der NYSAC-Titelträger Frazier als der Stärkere erwies.
Obwohl Frazier nun mit der WBA und dem NYSAC-Nachfolger World Boxing Council (WBC) beide Weltmeistergürtel in seinem Besitz hatte, blieb ihm die Anerkennung als uneingeschränkter Titelträger verwehrt, da Muhammad Ali trotz damaligen Titelverlusts ebenfalls noch ungeschlagen war. Nach dessen Rehabilitation durch den Obersten Gerichtshof der USA und der Wiedererlangung seiner Boxlizenz im Jahre 1970 stiegen die Chancen, endlich herauszufinden, wer die wahre Nummer eins im Schwergewicht war. Einen ersten Quervergleich entschied Ali zu seinen Gunsten, als er nach dreijähriger Ringabstinenz zwei Aufbaukämpfe gegen Jerry Quarry und Óscar Bonavena bestritt, die jeweils beide bereits gegen Frazier geboxt hatten. Während Quarry den Kampf wie bereits ein Jahr zuvor gegen Frazier verletzungsbedingt aufgeben musste, erlitt Bonavena gegen Ali die erste K.-o.-Niederlage seiner Karriere, nachdem er 1966 und 1968 Joe Frazier zweimal über die volle Distanz Paroli geboten hatte. Nach Alis beiden überzeugenden Siegen stand einem Kampf zwischen ihm und Frazier nichts mehr im Wege. Im März 1971 sollte schließlich dieser als Fight of the Century angekündigte Showdown stattfinden, bei dem sich das erste Mal in der Boxhistorie zwei ungeschlagene Weltmeister gegenüberstanden. Die Kampfbörse für beide Kämpfer betrug jeweils 2,5 Millionen US-Dollar.
Das Interesse des Kampfes reichte weit über den Kreis der Boxsport-Anhänger hinaus, da beide Kontrahenten trotz ihrer gleichen Hautfarbe als Afroamerikaner in der öffentlichen Wahrnehmung für zwei völlig unterschiedliche Strömungen der US-amerikanischen Gesellschaft standen, die zu Zeiten von Vietnamkrieg und Bürgerrechtsbewegung tief gespalten war. Ali, der als Kriegsdienstverweigerer und Befürworter der Black-Supremacy-Ideologie einen Gegenpol zu dem bei der weißen Boxgemeinde populäreren Frazier bildete, verspottete diesen neben zahlreichen anderen Beleidigungen als „Onkel Tom“, was bei seinem Gegner zu einer jahrelangen Verbitterung führte.
| Name         | Kampfname    | Kämpfe | Siege (durch KO) | Niederlagen | Unentschieden |
| ------------ | ------------ | ------ | ---------------- | ----------- | ------------- |
| Joe Frazier  | Smokin’ Joe  | 26     | 26 (23)          | 0           | 0             |
| Muhammad Ali | The Greatest | 31     | 31 (25)          | 0           | 0             |

## Der Kampf
Ali konnte zum Anfang des Kampfes Frazier auf Distanz halten und einige Treffer landen. Je länger der Kampf dauerte, umso mehr war zu erkennen, dass Frazier den Kampf gewinnen konnte. Obwohl auch Frazier einige Schläge an den Kopf bekam, musste vor allem Ali starke Leber- und Kopftreffer einstecken. Frazier schwächte Ali während des Kampfes enorm, weshalb Ali ab der neunten Runde beinahe jeden Schlag verfehlte und Frazier mehrere Angriffschancen gab. In der zehnten Runde schaffte es Frazier, Ali mehrmals in die Seile zu drängen, weswegen Ali versuchte, mit Clownereien Frazier zu vermitteln, dass er ihn nicht ernst nehme. Von da an schlug Frazier noch stärker zu und Ali konnte sich mehrmals nur knapp vor einem K. o. retten.
Frazier baute seinen Vorsprung so weit aus, dass Ali zur 15. Runde einen K. o. benötigt hätte, um ihn zu besiegen. Allerdings war Ali dazu nicht mehr in der Lage. Er startete zwar mehrere Angriffe auf Frazier, die allerdings fast alle danebengingen. Ein linker Haken brachte ihn stattdessen selbst zu Fall. Zwar konnte er wieder aufstehen, doch Frazier gewann den Kampf einstimmig nach Punkten und behielt seinen Gürtel.

## Nach dem Kampf
- Nach diesem Kampf verteidigte Frazier seinen Titel noch zweimal, bis er am 23. Januar 1973 beim Sunshine Showdown überraschend von George Foreman entthront wurde.[1]
- Im Jahr 2001 wurde die Feindschaft zwischen Ali und Frazier offiziell für beendet erklärt, als Frazier eine Entschuldigung von Ali wegen dessen damaliger Beleidigungen angeblich annahm. Anlass für die Bekanntgabe war der bevorstehende Kampf zwischen deren Töchtern Laila Ali und Jackie Frazier-Lyde.[2]